# Frederick Ernest Weiss
Pour les articles homonymes, voir Weiss.
Frederick Ernest Weiss (2 novembre 1865 - 7 janvier 1953) est un botaniste britannique. Il reçoit la médaille d'honneur de Victoria en 1947.

## Biographie
Weiss fait ses études à l'Owens College (plus tard l'Université Victoria de Manchester) et obtient un doctorat en botanique (DSc) de l'Université de Londres en juillet 1902.
Weiss est professeur de botanique à l'Université Victoria de Manchester. En 1913, Weiss succède à Sir Alfred Hopkinson au poste de vice-chancelier, d'abord à titre temporaire jusqu'à ce qu'un candidat convenable soit trouvé. Il continue comme professeur de botanique pendant son mandat de vice-chancelier et en 1915, il est remplacé par Sir Henry Alexander Miers, minéralogiste et ancien directeur de l'Université de Londres (1908-1915).